# Vector Avtech WX-8 HPRV
Vector Avtech WX-8 HPRV – Supersamochód skonstruowany i opublikowany w 2008 r. przez amerykańską markę Vector Aeromotive Corporation. Jest to zmodyfikowana wersja modelu Vector Avtech WX-3. Do napędu użyto jednostki V8 6997 cm³ 16V (16 zaworów), generującą moc maksymalną 750 KM. Wymiary i waga nie są znane. Napęd przenoszony jest na tylną oś. Skrzynia biegów jest automatyczna. Typ nadwozia to 2-drzwiowe coupé.

## Prawdopodobne osiągi
Podczas testów pojazdu w 2007 r. pojazd mógł osiągnąć 483 km/h, lecz prędkość maksymalna wyniosła 435 km/h. Moc maksymalna wyniosła 750 KM, lecz jednostka V8 6997 cm³ prawdopodobnie generuje moc maksymalną 1200 KM. Prawdopodobne przyspieszenie 0-100 km/h wynosi 2,7 s i 0-200 km/h 8,0 s, lecz takich nie osiągnięto.

## Dane techniczne

### Jednostka
- V8 6997 cm³ 16V (16 zaworów)
- Moc maksymalna: 750 KM

### Osiągi
- Prędkość maksymalna: 435 km/h
- Przyspieszenie 0-100 km/h: 3,3 s
- Przyspieszenie 0-200 km/h: 11,3 s